# Johann Heinrich Friedrich Link
Johann Heinrich Friedrich Link (2 de febrer de 1767, Hildesheim - 1 de gener de 1851, Berlín) fou un botànic alemany.
El 1792 esdevingué professor de química, zoologia i botànica a Rostock. El 1797 seguí el comte Johann Centurius von Hoffmannsegg en un viatge botànic a Portugal. El resultat d'aquest viatge foren el relat Bemerkungen auf einer reise durch Frankreich, Spanien und vorzüglich Portugal (1801-04) i l'obra Flore portugaise (1809-40), aquesta última preparada juntament amb von Hoffmannsegg.
El 1811 esdevingué professor de química i botànica Breslau fins que el 1815 fou cridat a Berlín per exercir-hi de professor de medicina i de director del jardí botànic. Això li proporcionà el material per escriure nombrosos escrits i obres de botànica. Fou ell qui demostrà el 1838 per mitjà d'una investigació al microscopi que l'hulla i la torba tenen, en principi, la mateixa composició. Obres de contingut més popular foren Handbuch zur Erkennung der nutzbarsten und am häufigsten vorkommenden Gewächse (1829-33), Die Urwelt und das Alterthum, erläutert durch die Naturkunde (1820-22; segona edició el 1834), succeïdes per Das Alterthum und der Übergang zur neuern Zeit (1842).
Link fou nomenat membre estranger de l'Acadèmia de les Ciències de Suècia el 1840.